# WWE United States Championship
Ne pas confondre avec le WWE Women's United States Championship.
Le WWE United States Championship (que l'on peut traduire par le championnat des États-Unis de la WWE) est un championnat de catch utilisé par la World Wrestling Entertainment. Il a été créé en 1975 à la National Wrestling Alliance, sous le nom de NWA United States Heavyweight Championship, avant d'être racheté par la World Championship Wrestling en tant que WCW United States Championship. À la suite de la disparition de la WCW, la WWE a réactivé le titre en 2003 lui donnant le nom de la compagnie.
Le champion actuel est Solo Sikoa, qui en est à son premier règne.

## Histoire du titre
Le titre du WWE United States Championship portait à l'origine le nom de NWA United States Heavyweight Championship et était un championnat régional créé et défendu dans la Mid-Atlantic Championship Wrestling dirigée par Jim Crockett, Jr.. Après l'introduction du titre en 1975, Harley Race en devient le premier possesseur le 1er janvier. Le titre remplace rapidement le NWA Mid-Atlantic Heavyweight Championship comme titre principal en solo de la fédération. Alors que la National Wrestling Alliance ne reconnait qu'un seul World Heavyweight Champion, il n'y avait pas un unique champion des États-Unis incontesté dans la mesure où nombre de promotions régionales de la NWA possédait son titre et son champion. La situation change cependant en janvier 1981 quand la NWA basée à San Francisco, alors la dernière promotion hors territoire Moyen-Atlantique qui reconnaissait son propre champion US, est dissoute. Le titre reste le championnat majeur dans le territoire Moyen-Atlantique jusqu'en 1986 quand Crockett s'empare du NWA World Heavyweight Championship. Le titre US devient alors le championnat secondaire de la fédération. Après que Ted Turner achète la compagnie et la renomme World Championship Wrestling en novembre 1988, le titre conserve le statut de titre secondaire par rapport au World Championship. La WCW s'éloigne progressivement de la NWA, quand la compagnie change le nom du titre en World Championship Wrestling (WCW) United States Heavyweight Championship en janvier 1991.

En mars 2001, la World Wrestling Federation (WWF) rachète World Championship Wrestling. Faisant partie de l'achat, le United States Championship devient la propriété de la WWF. À travers 2001, le titre est désigné par le WCW United States Championship, et ce durant tout l'arc de The Invasion. Aux Survivor Series de 2001, le titre est unifié au WWF Intercontinental Championship. Le champion en titre, Edge, bat le champion Intercontinental, Test, devenant ainsi champion Intercontinental et le titre US est ainsi désactivé.
En juillet 2003, le titre est réactivé sous le nom de WWE United States Championship par le General Manager de SmackDown!, Stephanie McMahon, et est attaché à la division comme titre secondaire. Eddie Guerrero devient le premier champion après plusieurs mois de vacance au terme d'un tournoi dont la finale a lieu à Vengeance 2003 contre Chris Benoit, WCW est enlevé du nom du championnat pour être remplacé par WWE.

## Règnes
Le premier Champion des États-Unis est Harley Race. Il y a eu 77 champions différents, dont Chris Benoit, Ric Flair, Bret Hart, Lex Luger, Wahoo McDaniel ou encore John Cena qui ont détenu le titre 5 fois. Ric Flair a détenu la ceinture 6 fois mais un des règnes n'est pas officiellement reconnu. Il est tout de même reconnu comme étant un sextuple champion par la WWE. Lex Luger a établi le plus long règne de l'histoire du titre avec un règne de 523 jours, du 22 mai 1989 au 27 octobre 1990. Steve Austin a établi le plus court règne du titre, en détenant la ceinture 5 minutes (approximativement). Montel Vontavious Porter avait établi le plus long règne du titre à la WWE en gardant la ceinture pendant 343 jours. Il l'a remporté en battant Chris Benoit à Judgment Day 2007 puis l'a perdu contre Matt Hardy à Backlash 2008. Toutefois, ce record a été battu par Dean Ambrose.